# Huhtasaari (ö i Lappland, Tunturi-Lappi)
Huhtasaari är en ö i Finland.   Den ligger i den ekonomiska regionen  Fjäll-Lappland  och landskapet Lappland, i den norra delen av landet, 900 km norr om huvudstaden Helsingfors.